# Giovanni Barile
Barone Giovanni Barile de' Marsis (... – Caltanissetta, 26 febbraio 1800) è stato un nobile italiano.

## Biografia
Della vita di Giovanni Barile si sa ben poco. Discendente della grande famiglia dei Barile, per l'esattezza dal ramo dei principi di Sant'Arcangelo, a lui fu affidato il comando del baronato di Turolifi. Visse sotto il regno dei re Carlo e Ferdinando. Venne molto apprezzato dal popolo nisseno per le sue opere di bene.

## Omaggi
Il monumento sepolcrale all'interno della Cattedrale di Caltanissetta posto nella cappella di San Felice, a destra, è opera di un ignoto siciliano. Presenta in alto un altorilievo del barone, sotto di esso un epitaffio che recita così:
JOANNI BARILE DE MARSIS
TUROLIPHI CUM IMPERIO BARONI
EX PERVETUSTA NEAPOLITANA PROSAPIA
PRINCIPUM S. ARCANGELI ORIGINEM DUCENTI
SOBOLI CLARISSIMÆ
PATRIÆ JURIUM APUD CAROLUM ET FERDINANDUM REGES
PEERPETUO INTERRITO ASSERTORI
A PAUPERIBUS A CUNCTIS CIVIBUS PATRIÆ PATRI CONCLAMATO
IV KAL. MARTII MDCCC VITA FUNCTO
MŒRENTES FILII POSUERE»
A Giovanni Barile de Marsis
Barone con comando di Turolifi
discendente da antichissima famiglia napoletana
recante origine dei Principi di Sant'Arcangelo
acclamato perpetuo impavido patrocinatore
dei diritti e dell'illustrissima Patria verso i Re Carlo e Ferdinando
Padre della Patria
dai poveri da tutti i cittadini
uscito dalla vita il 26 febbraio 1800
i figli afflitti posero»
(Ignoto siciliano, 1800)